# دیک وارلاک
دیک وارلاک (انگلیسی: Dick Warlock؛ زادهٔ ۵ فوریهٔ ۱۹۴۰) یک هنرپیشه اهل ایالات متحده آمریکا است.